# Elliptoideus sloatianus
Elliptoideus sloatianus är en musselart som först beskrevs av I. Lea 1840.  Elliptoideus sloatianus ingår i släktet Elliptoideus och familjen målarmusslor. IUCN kategoriserar arten globalt som sårbar. Inga underarter finns listade i Catalogue of Life.